# جيريمي ماير
جيريمي ماير (بالإنجليزية: Jeremy Mayer)‏ هو نحات أمريكي، ولد في 1972.

## وصلات خارجية
- الموقع الرسمي